# Bolongan jezik
Bolongan jezik (ISO 639-3: blj; bulungan), austronezijski jezik uže murutske skupine kojim govori oko 30 000 ljudi (Pusat Bahasa 2002) u indonezijskoj provinciji Istočni Kalimantan (Kalimantan Timur), na donjem toku rijeke Kayan kod Tanjungselora.
Bolongan je jedan od pet tidonških jezika, a postoji i pretpostavka da je možda dijalekt jezika tidong [tid] ili segai [sge]. 

## Vanjske poveznice
- Ethnologue (14th)
- Ethnologue (15th)